# Gli invasori (film 1941)
Gli invasori (49th Parallel) è un film del 1941 diretto da Michael Powell, il terzo realizzato insieme allo sceneggiatore Emeric Pressburger.
Il Ministero dell'Informazione britannico suggerì a Michael Powell di realizzare un film di propaganda, e Powell decise di girare una storia che potesse scuotere gli statunitensi dalle loro posizioni di neutralità .
Anton Walbrook donò metà del suo compenso alla Croce Rossa Internazionale. Raymond Massey, Laurence Olivier e Leslie Howard accettarono di ricevere metà del normale compenso in considerazione dell'importanza del film come mezzo di propaganda.

## Trama
Agli inizi della seconda guerra mondiale, un sottomarino tedesco affonda nella baia di Hudson mentre sei membri del suo equipaggio sono scesi a terra. I sei fuggiaschi, guidati dai tenenti Hirth e Kuhnecke decidono di attraversare il Canada per rifugiarsi negli Stati Uniti, ancora neutrali.
Lungo il cammino, i fuggiaschi uccidono alcuni eschimesi e un cacciatore franco-canadese. Impossessatisi di un idrovolante, arrivano nei pressi di una comunità hutterita. Dopo aver tentato invano di conquistare il gruppo alla causa tedesca, sono respinti dal capo della comunità, Peter. Uno dei fuggiaschi, Vogel, va in aiuto della giovane Anna e vorrebbe fermarsi con la comunità, ma viene ucciso come traditore.
I fuggiaschi si impossessano di un'automobile uccidendo il proprietario e fuggono attraverso il Canada, ricercati per gli omicidi commessi.
Restano solo il tenente Hirth e Krantz, che si rifugiano presso l'antropologo Philip Armstrong-Scott il quale, ignaro della loro identità, offre loro ospitalità. I due tedeschi però lo legano e fuggono con le sue armi. Armstrong-Scott, liberato, cattura e atterra Krantz in una cava.
Hirth cerca di attraversare il confine con gli Stati Uniti in treno, ma è respinto in Canada insieme a Andy Brock, un soldato canadese disertore, ben deciso a regolare i conti col tenente nazista.

## Distribuzione
Fu distribuito in Italia nel 1952; è noto in italiano anche col titolo Gli invasori - 49º parallelo, titolo di varie redistribuzioni successive.

## Riconoscimenti
Emeric Pressburger ottenne il premio Oscar per il miglior soggetto. Il film ottenne le nomination all'Oscar per il miglior film e per la migliore sceneggiatura.